# La Vieille Fille
La Vieile Fille is een Frans-Italiaanse film van Jean-Pierre Blanc die werd uitgebracht in 1972.
In 1972 waren Annie Girardot en Philippe Noiret twee keer samen te zien in komedies, eerst in La Vieille Fille, onmiddellijk erna in La Mandarine van Edouard Molinaro. Aan het einde van de jaren zeventig verschenen ze opnieuw samen in de misdaadkomedies Tendre poulet (1978) en On a volé la cuisse de Jupiter (1980), een tweeluik van Philippe de Broca.

## Samenvatting
Gabriel Marcassus, een veertigjarige overtuigde vrijgezel, is op weg naar zijn vakantiebestemming in Spanje. Getroffen door autopech strandt hij in het badplaatsje Cassis. Vermits hij ruim een week op de herstelling moet wachten neemt hij zijn intrek in een tweederangs hotelletje. Muriel Bouchon, een vrijgezellin van ongeveer dezelfde leeftijd, verblijft eveneens in dat hotelletje. Geleidelijk groeit er toenadering tussen de ietwat zelfvoldane Gabriel en de verlegen Muriel. Hun aanvankelijke gesprekken over banale en 'ongevaarlijke' onderwerpen als het weer en de vakantie evolueren naar een mogelijk afspraakje in Parijs, na hun vakantie. 

## Rolverdeling
| Acteur             | Personage                            |
| ------------------ | ------------------------------------ |
| Annie Girardot     | Muriel Bouchon                       |
| Philippe Noiret    | Gabriel Marcassus                    |
| Marthe Keller      | Vicka Montero, het kamermeisje       |
| Édith Scob         | Édith, de vrouw van Monod            |
| Catherine Samie    | Clotilde, kamermeisje en serveerster |
| Maria Schneider    | Mome                                 |
| Lorenza Guerrieri  | Punaisa                              |
| Albert Simono      | Daniel, de receptionist              |
| Michael Lonsdale   | Monod, professor in de theologie     |
| Jean-Pierre Darras | Sacha, de hoofdkelner                |